# Gum 15
Gum 15 är en H II-region i seglet.